# Reddyanus basilicus
Espèce
Synonymes
- Isometrus basilicus Karsch, 1879

Reddyanus basilicus est une espèce de scorpions de la famille des Buthidae.

## Distribution
Cette espèce est endémique du Sri Lanka.

## Description
Reddyanus basilicus mesure de 27 à 46 mm.

## Systématique et taxinomie
Cette espèce a été décrite sous le protonyme Isometrus basilicus par Karsch en 1879. Elle est placée dans le genre Reddyanus par Kovařík, Lowe, Ranawana, Hoferek, Jayarathne, Plíšková et Šťáhlavský en 2016.

## Publication originale
- Karsch, 1879 : « Skorpionologische Beiträge. II. » Mittheilungen des Münchener Entomologischen Vereins, vol. 3, no 2, p. 97-136 (texte intégral).